# NGC 2745
NGC 2745 este o galaxie lenticulară situată în constelația Racul. A fost descoperită în 28 martie 1864 de către Albert Marth.